# 川名幸宏
川名 幸宏（かわな ゆきひろ、1988年4月6日 - ）は、日本の劇作家、演出家。

## 来歴
東京都練馬区出身。東京学芸大学附属高等学校、明治大学文学部史学地理学科卒業。 
大学在学中の2011年に、第8回明治大学シェイクスピアプロジェクト『冬物語』の演出を務め、同プロジェクトを監修した横内謙介に師事。劇団扉座の演出助手、また市民劇や研究所公演の創作に関わる。
2014年からフリーの演出助手として活動し、特に松居大悟の舞台作品に多く関わり、『イヌの日』『アイスと雨音』『みみばしる』『Birdland』で演出助手を務める。
2017年、第28回下北沢演劇祭の若手支援企画「下北ウェーブ2018」に選出され、それを機に自身の作品をつくる団体「東京夜光」を設立。東京夜光では全作品の作・演出を務め、2020年には（公財）三鷹市スポーツと文化財団「MITAKA“Next”Selection 21st」に選出され『BLACK OUT』を上演、2022年『悪魔と永遠』で本多劇場に進出する。
2023年『俺たちのBANG！！～大劇場を占拠せよ～』では、新橋演舞場の作・演出を務める。

## 主な作品

### 東京夜光
- 2018年 『裸足の思い出』小劇場楽園、作・演出
- 2018年 『世界の終わりで目をつむる』小劇場楽園、作・演出
- 2019年 『どこかへ』（短編）中野RAFT、作・演出
- 2019年 『ユスリカ』小劇場楽園、作・演出
- 2019年 『エレファント・ピエロ・ノート』（短編）せんだい演劇工房10-BOX、作・演出
- 2020年 『BLACK OUT』三鷹市芸術文化センター星のホール、作・演出
- 2020年 『台風とノラと私』（短編）せんだい演劇工房10-BOX、作・演出[7]
- 2021年 『奇跡を待つ人々』こまばアゴラ劇場、作・演出
- 2022年 『悪魔と永遠』本多劇場、作・演出
- 2023年 『fragment』吉祥寺シアター、作・演出

### 舞台

#### 2019年
- J-wave×ゴジゲン『みみばしる』本多劇場、文芸助手

#### 2020年
- 東京グローブ座『青木さん家の奥さん』、演出補佐

#### 2021年
- ゴーチブラザーズ×東京夜光『いとしの儚』ザ・スズナリ、演出[8]
- PARCO『Birdland』PARCO劇場、演出助手
- 新国立劇場『イロアセル』新国立劇場 小劇場、演出助手

#### 2022年
- シアターコクーン『みんな我が子』、演出助手
- GORCH BROTHERS2.1『MUDLARKS  -マッドラークス-』ザ・スズナリ、演出
- 東京グローブ座『ガチでネバーエンディングなストーリぃ！』演出助手

#### 2023年
- 東京グローブ座『アンビリーバボー』脚本・演出補佐
- TSP『カスパー』東京芸術劇場シアターイースト、演出助手
- 新橋演舞場『俺たちのBANG！！～大劇場を占拠せよ～』作・演出
- 朗読劇『ルビンの壺が割れた』紀伊國屋サザンシアター、演出
- CONTEMPORARY STAGE『ケイ×ヤク』Mixalive TOKYO 6F Theater Mixa、脚本・演出
- ダークホラーファンタジー『Grave Keepers』Mixalive TOKYO 6F Theater Mixa、脚本・演出

#### 2024年
- ワンダーヴィレッジ『うねり〜踊らない二人〜』京都劇場、ヒューリックホール東京、上演台本・演出
- ゴツプロ！『たかが十年の祭り』下北沢ザ・スズナリ、台湾戯曲センター、作・演出

#### 2025年
- GORCH BROTHERS PRESENTS『極めてやわらかい道』本多劇場、潤色・演出
- 『7ORDER 〜BOY meets GIRL〜』日本青年館ホール、脚本・演出